# 압둘 라술 사야프

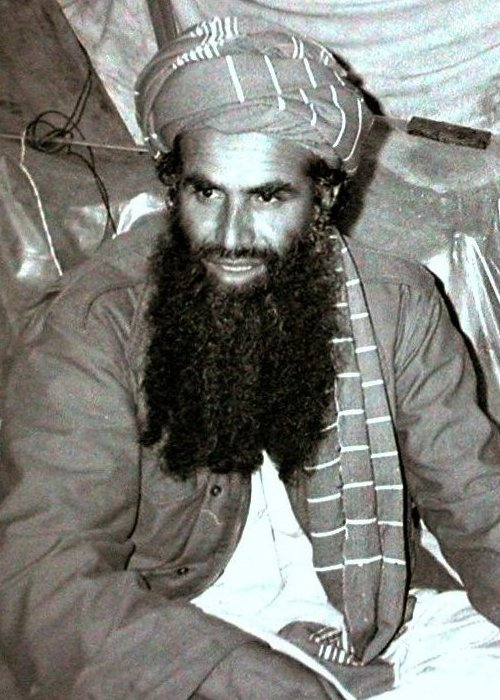

압둘 라술 사야프(Abdul Rasul Sayyaf)는 아프가니스탄의 정치지도자이다. 그는 아프가니스탄 해방 이슬람 연맹의 지도자로, 탈리반 정권에 대항한 전쟁에서 북부동맹의 일원이었다.

## 생애
사야프는 카불 대학에서 종교를 전공하고, 이집트 카이로의 알아즈하르 대학에서 석사 학위를 받았다.
그는 1980년대 아프가니스탄의 소련 점령군에 맞서 싸운 민병대 사령관이었다.
9/11 위원회 보고서는 146페이지에서 사야프가 2001년 네 차례의 하이재킹을 벌인 “항공기 테러”의 지휘자였던 칼리드 셰이크 모하마드(KSM)의 조언자였다고 지적한다.
그러나 동 보고서는 다소 모순되게도 149페이지에서 “사야프는 아프가니스탄 북부동맹 지도자인 아흐마드 샤 마수드와 밀접하다. 오사마 빈라덴은 북부동맹과 적대관계인 탈리반과 밀접하기 때문에 따라서 KSM이 그와 협력하는데는 문제가 있었을 수 있다.”라고 언급하고 있다.
2005년 9월 18일에 실시된 아프가니스탄 총선에서 그는 카불주 월레시 지르가(하원에 해당)에 출마하여 5위로 당선되었다.

## 역대 선거 결과
| 선거명      | 직책명                | 대수 | 정당                         | 득표율 | 득표수    | 결과 | 당락 |
| ----------- | --------------------- | ---- | ---------------------------- | ------ | --------- | ---- | ---- |
| 2014년 선거 | 아프가니스탄의 대통령 | 14대 | 아프가니스탄 이슬람 전도기구 | 7.04%  | 465,207표 | 4위  | 낙선 |